# Notocrangon
Notocrangon is een geslacht van kreeftachtigen uit de klasse van de Malacostraca (hogere kreeftachtigen).

## Soort
- Notocrangon antarcticus (Pfeffer, 1887)